# Російська Слобідка
Російська Слобідка — історична місцевість Житомира, 

## Розташування
Місцевість розташована в Корольовському адміністративному районі, на південному сході відносно центральної частини міста. Обмежена вулицями Великою Бердичівською (з півночі), Шевченка (із заходу), Юрія Вороного (зі сходу), а також з півдня річкою Тетерів. Російська Слобідка межує з історичною місцевістю Липки (більш відома за назвою «Музикалка») на сході, з Путятинкою на північному сході. Від південного заходу до північного сходу Російська Слобідка оточена кварталами Старого міста.
Забудова — переважно багатоповерхова житлова із вкрапленнями садибної, а також громадської.
Первинна забудова місцевості сформувалася передусім вздовж вулиці Довженка у 2-й половині XIX ст.

## Історичні відомості
Назва пояснюється поселенням у цій місцевості старообрядців — старовірів пилипонівської течії, вихідців з російських губерній, яких у середині XIX століття було виселено з нинішньої Михайлівської вулиці за тодішню межу міста, внаслідок чого утворено поселення вздовж старої дороги на Пряжів (нині — частина вулиці Довженка від Великої Бердичівської вулиці у південно-східному напрямку). Невдовзі після утворення Слобідки, виникло Старообрядницьке кладовище (перше поховання датується 1858 роком).
Поселення складалося з двох частин — «Слобода Русская», що розташовувалася вздовж нинішньої вулиці Довженка та «Слобода Нижняя Русская» вздовж нинішньої вулиці Російська Слобідка. Протягом ХІХ століття поселення перебувало за межами міста. 
За переписом 1897 року, у поселенні «Слобода Русская» мешкало 452 особи, у поселенні «Слобода Нижняя Русская» — 206 осіб.
Ареал розселення старообрядців сягав вулиці Святослава Ріхтера. По вулиці Святослава Ріхтера дотепер зберіглися житлові будинки старообрядницької родини Пирогових (під №№ 51, 51б). По вулиці Провіантській (тепер Довженка), на місці, де донедавна розташовувався один з корпусів хлібозаводу № 1 (колишнє хлібопекарське училище), старообрядцями-пилипонами зведено власний кам'яний храм.
Від середмістя Слободу відділяла річка Попівка (лівий притік річки Тетерів), а також Монастирський сад, що розташовувався уздовж берегів Поповки та належав духовному відомству. Окрасою саду постав у 1897 році Свято-Богоявленський монастир, зведений без жодного цвяха.
У 1930-ті роки в долині річки Попівки, у районі розташування гаражного кооперативу «Тетерів» репресивними органами НКВС здійснювалися розстріли.
У другій половині 1960-х землі колишнього Монастирського саду забудовуються житловими будинками за типовими проєктами. Знесено значну кількість садиб старообрядців у нижній частині вулиці Довженка (колишня вулиця Російська Слобідка). Знищено також і будинок Семенових — вагомої родини у тодішньому міському культурному середовищі. Така ж доля спіткала і давній цвинтар на території Монастирського саду. Залишки Старообрядницького кладовища, що збереглись, занепадають дотепер. У 1975 році унікальну Свято-Богоявленську церкву розібрано за одну ніч. Зазнала змін і верхня частина вулиці Довженка (колишня Провіантська) — у 1960-х роках знесено пилипонівський храм; наприкінці 1980-х років садиби № 21-41 знесено, а на їхньому місці зведено панельну дев'ятиповерхівку. Знесено, зокрема і садибу № 35 по вулиці Довженка, де проживав Олександр Довженко.
Із 1990-х років ріг вулиць Довженка — Великої Бердичівської перетворюється на торговий майданчик районного значення.

## Інфраструктура
У місцевості розвиваються передусім компанії та організації, що працюють у сфері послуг. За останні 15 років з'явилися безліч магазинів продовольчих та побутових товарів, офісів та компаній. У 2008 та 2012 роках відповідно відкрито ТЦ «Райдуга», «Тріумф» та проведено благоустрій прилеглої території. Протягом багатьох років ведеться будівництво нової Свято-Богоявленської церкви поряд із місцем розташування знищеної. Станом на 2021 рік богослужіння проводяться в напівпідвальному поверсі.

### Транспорт
Район історичної Російської Слобідки перетинає одна з найважливіших магістралей міста — вулиця Велика Бердичівська, якою курсує значна кількість маршрутів муніципального та приватного міського, приміського громадського транспорту. У межах Слобідки розташована зупинка «вулиця Довженка».

### Підприємства, установи, організації та заклади
- Головне Управління Держгеокадастру в Житомирській області (вулиця Довженка, 45).
- Загальноосвітня школа № 33 (вул. Велика Бердичівська, 52);
- Дошкільний навчальний заклад № 42 «Малятко» (вул. Юрія Вороного, 42).
- Обласний протитуберкульозний диспансер (вул. Велика Бердичівська, 62);
- Головне управління держсанепідслужби у Житомирській області (вул. Велика Бердичівська, 64).
- Відділення поштового зв'язку № 2 (10002) державного поштового оператора «Укрпошта» (вул. Велика Бердичівська, 69);
- Науково-дослідний інститут землеустрою (вул. Довженка, 45).
- Свято-Богоявленська церква ПЦУ (вул. Велика Бердичівська, 54).
- Торговельний центр «Райдуга» (вул. Велика Бердичівська, 71-а);
- Торговельний центр «Тріумф» (вул. Велика Бердичівська, 56-а).